# Řehoř z Nazianzu
Svatý Řehoř (Grégorios) z Nazianzu (329 Arianz v Kappadokii – 25. ledna 389 tamt.), také Řehoř Bohoslovec nebo na rozdíl od otce téhož jména Mladší patří mezi nejvýznamnější řecké raně křesťanské teology 4. století, kteří jsou označováni jako kappadočtí otcové (dále k nim patří sv. Basileios Veliký a jeho bratr sv. Grégorios z Nyssy).

## Život a působení
Díky dochované korespondenci a řečnickým projevům máme o jeho životě podrobné zprávy. Narodil se v rodině světců: jeho otec Gregorios Starší, židovský rétor, který se pod vlivem své manželky Nonny dal pokřtít a byl pak 45 let biskupem v Nazianzu, bratr Caesarius z Nazianzu i sestra Gorgonia jsou uctíváni jako svatí. Řehoř se vzdělával nejprve v Kaisareii, poté v Alexandrii a nakonec na platónské akademii v Athénách, kde se setkal i s pozdějším císařem Juliánem a velmi spřátelil s Basilem Velikým, v jehož klášteře později také žil. V řeči při jeho pohřbu vylíčil studentský život té doby.

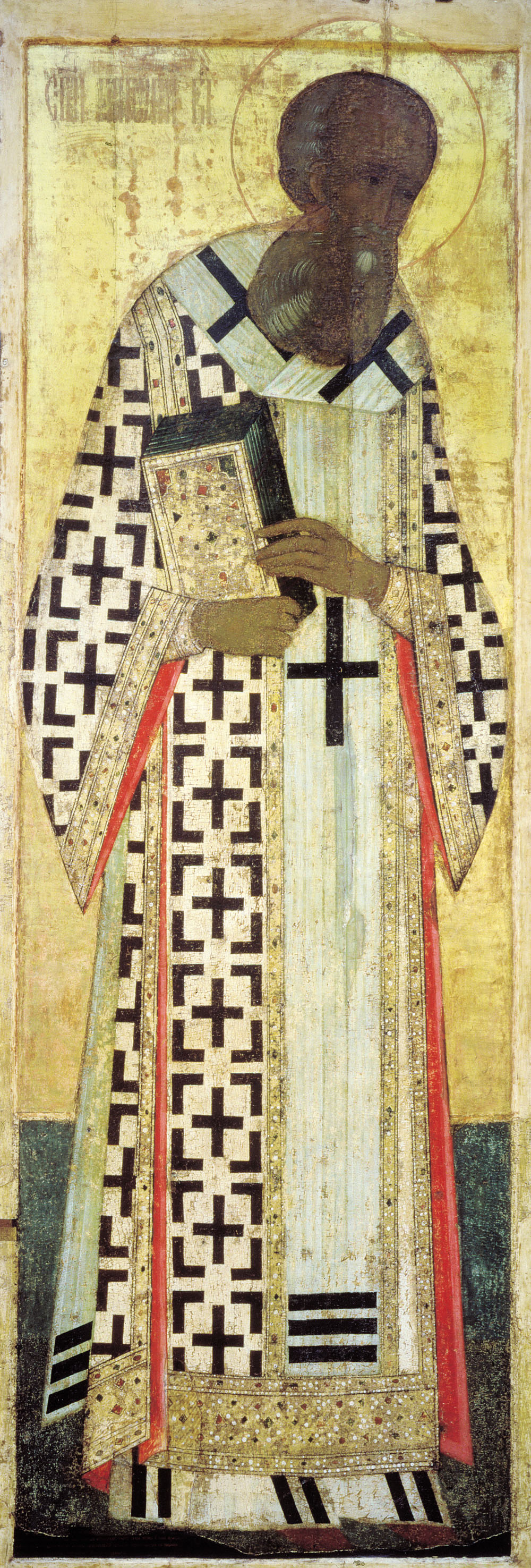
A. Rubljov, Sv. Rehoř Naziánský (kolem 1420)

Po studiích žil v Basilově klášteře na mořském pobřeží, kde se věnoval fyzické práci, modlitbě a studiu Bible, pak se ale musel vrátit domů, kde pomáhal svému starému otci. Ten ho roku 361 proti jeho vůli vysvětil na kněze a Řehořovo kázání o vážnosti kněžského poslání při této příležitosti se dodnes hojně cituje. Roku 370 navrhl Basileios Řehoře na metropolitu v Cesareji. Když jím byl však zvolen sám, ustanovil Řehoře i svého bratra Řehoře z Nyssy biskupy, aby ho podpořili v zápase s tehdy převládajícím ariánstvím.
Roku 379 byl Řehoř povolán do Konstantinopole, kde bylo nikájské učení po vládě ariánského císaře Valenta silně na ústupu a Řehoř musel začínat ve sklepě. Mezi jeho tehdejšími žáky byl i pozdější překladatel latinské Bible svatý Jeroným. O rok později ho císař Theodosius I. povýšil na konstantinopolského patriarchu a Řehoř významně ovlivnil První konstantinopolský koncil. Po roce se však svého úřadu vzdal, neboť někteří biskupové považovali jeho jmenování za porušení jednoho z kánonů Prvního nikajského koncilu a dvorských intrik se Řehoř nechtěl účastnit. Zbytek života strávil jako poustevník v rodné vesnici, kde zděděný majetek rozdal a žil v malém domku se studní a zahradou. V této době vznikly jeho polemiky s Apollinariem a většina jeho básní.
Po smrti byl slavnostně pohřben v Konstantinopoli, ale roku 1204 křižáci jeho ostatky odvezli do Říma, kde byly uloženy v chrámu svatého Petra; roku 2004 je papež sv. Jan Pavel II. vrátil do Konstantinopole.

## Teolog

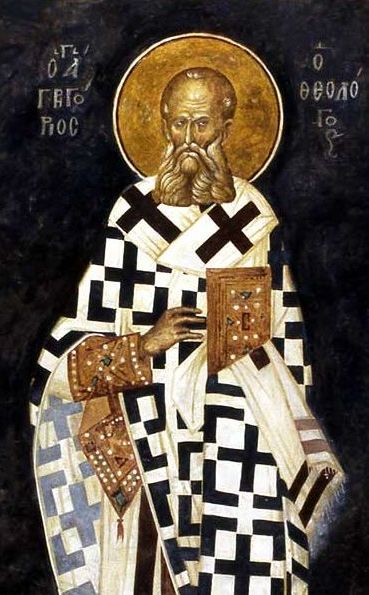
Ikona s obrazem sv. Řehoře z Nazianzu

Ve svých kázáních kladl Řehoř velký důraz na pečlivé studium Bible a na výklad jednotlivých míst v kontextu Starého i Nového zákona. Důrazně obhajoval trojiční dogma podle nikájského vyznání víry a jeho shrnutí trojiční víry se cituje i v současném katechismu katolické církve. Polemizoval také se svým někdejším spolužákem Juliánem, který se jako císař vrátil k pohanství; mimo jiné jej kritizoval za to, že upírá křesťanům právo na klasické vzdělání.
Pro soteriologii (nauku o spáse) formuluje pravidlo: Vždyť to, co není přijato (Slovem), není spaseno, na druhou stranu to, co bylo spojeno s Bohem, bude spaseno.

## Dílo
Z Řehořova díla se zachovalo přes 50 kázání, včetně velmi osobních řečí nad hroby rodičů, sourozenců a přítele Basilia Velikého. Teologicky nejvýznamnějších je "Pět řečí o Trojici" z roku 379, za něž mu Efezský koncil udělil titul „teolog“.
Dále se zachovalo přes 200 Řehořových dopisů, významných jak teologicky (polemika s Apollinariem), tak jako historické dokumenty a náhledy do života jeho doby. Řehoř patřil také mezi řecké básníky pozdního starověku.